# Чупин, Наркиз Константинович

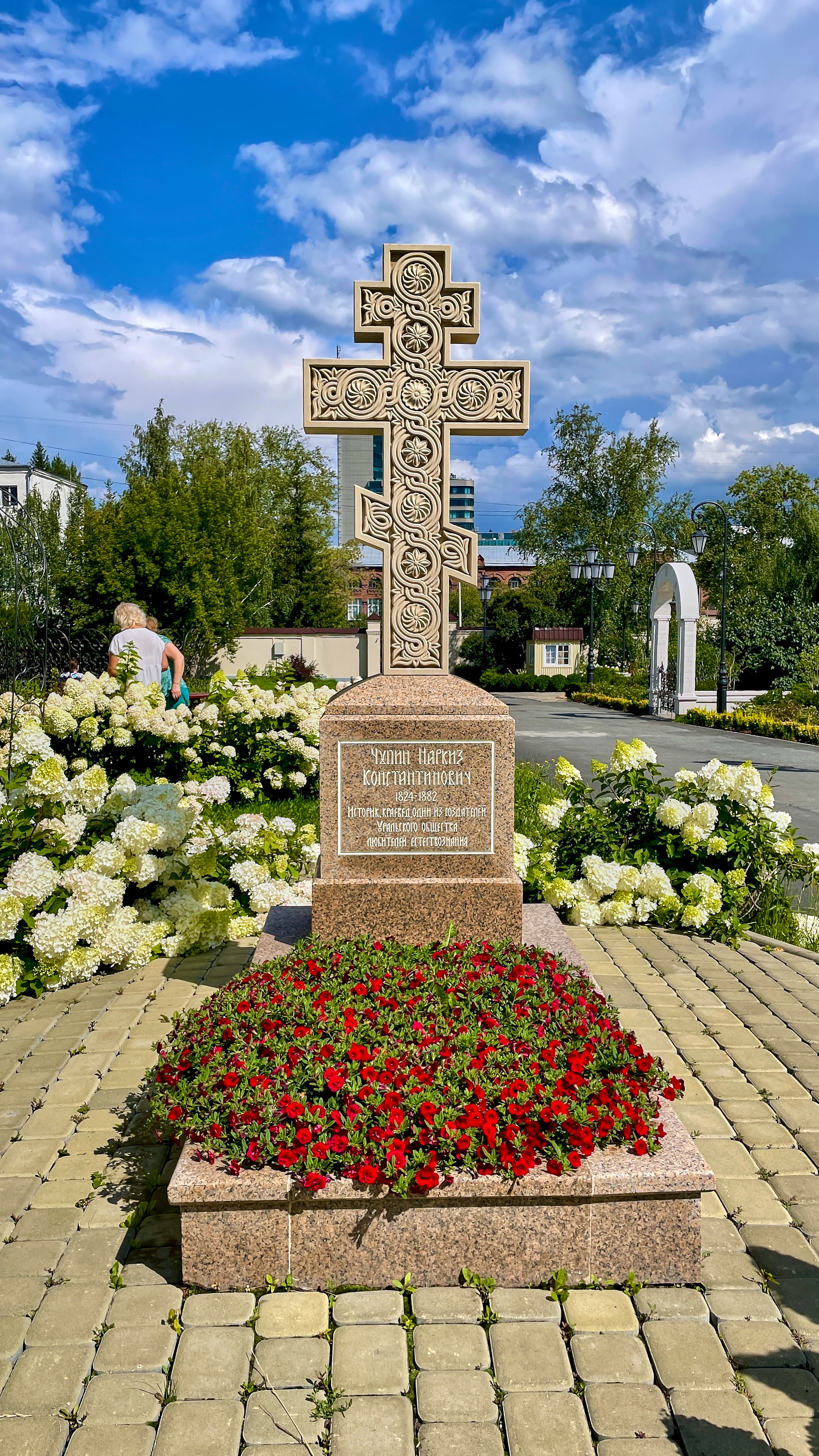
Могила на территории Александро-Невского собора в Екатеринбурге

Наркиз Константинович Чупин (4 [16] февраля 1824, Екатеринбург, Пермская губерния — 12 [24] апреля 1882, Екатеринбург, Пермская губерния) — российский историк, краевед, этнограф, библиограф, педагог, географ.

## Биография

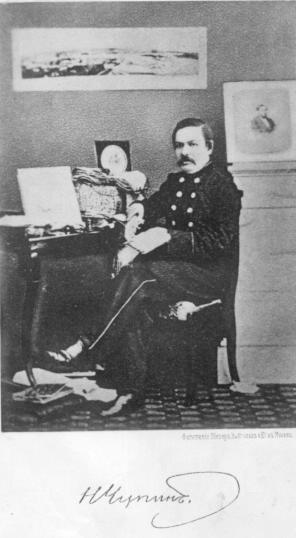
Н. К. Чупин в 1882 году

В исповедных росписях 1822 года упоминается дед, титулярный советник Илья Андреевич Чупин (57 лет), бабушка Наталья Михайловна Чупина (56 лет) и сын Яков, канцелярист; отец, Константин Ильич Чупин (23 года), также чиновник, в доме которого жили будущая мать Наркиза — Варвара Ивановна (16 лет), тёща Александра Григорьевна (34 года) и её мать Федосья Ивановна (56 лет); старший брат Иван Ильич Чупин, шихтмейстер (30 лет), а также ещё один шихтмейстер Чупин, зять протоиерея Ф. Л. Карпинского.
Родился 4 февраля 1824 года в Екатеринбурге. Отец был аудитором горного военного суда Уральского горного округа. В 1835 году Наркиз окончил Екатеринбургское уездное училище. В 1835—1838 годах работал письмоводителем.
В 1838—1842 годах учился в Пермской гимназии, где среди преподавателей был П. И. Мельников.
В 1842—1850 годах учился на историко-филологическом факультете Казанского университета, в 1845—1850 годах был вольнослушателем естественного факультета Казанского университета. В 1850 году стал кандидатом камеральных наук, защитив диссертацию на тему «История и статистика металлургической промышленности России».
В 1852—1853 годах занимал должность чиновника в канцелярии главного начальника горных заводов Урала В. А. Глинки. После открытия в 1853 году Уральского горного училища, работал учителем, инспектором, а в 1862—1882 годах — директором Уральского горного училища в Екатеринбурге, в 1861—1882 годах преподаватель русской словесности и латинского языка в Екатеринбургской мужской гимназии.
С 1872 года член, а с 1882 года почётный член Уральского общества любителей естествознания. Был членом Общества любителей естествознания при Казанском университете по отделению антропологии и этнографии.
Похоронен в церковном дворе близ Собора Александра Невского (место захоронения не сохранилось).

## Память
В память об учёном в Екатеринбурге с 2001 года проводятся «Чупинские краеведческие чтения», посвящённые истории, проблемам и перспективам краеведения Урала.

## Медаль имени Н. К. Чупина
В 1882 году Уральским обществом любителей естествознания была учреждена «Медаль имени Н. К. Чупина». В 1970 году вручение медали возобновили под эгидой Свердловского областного краеведческого музея. Медаль вручается один раз в год за заслуги в краеведческой деятельности и научные труды по истории, географии и экономике Урала.